# Univesp TV
Univesp TV é um canal de televisão brasileiro sediado em São Paulo, capital do estado homônimo. Pertence à Fundação Padre Anchieta e foi inaugurada no dia 26 de agosto de 2009, criando assim a multiprogramação de TV digital no país, junto com a TV Educação que, ao lado da TV Cultura, passaram a compor a nova oferta de canais de TV da Fundação Padre Anchieta. O canal pode ser sintonizado no celular ou tablet pelo aplicativo Cultura Digital, e também por streaming no site oficial. Na TV, a emissora é sintonizada no canal 2.2 da TV digital.
O canal amplia o acesso e a expansão do ensino superior público gratuito de qualidade no Estado de São Paulo. Esse é o objetivo da 4ª Universidade Pública Paulista, a Univesp. A Universidade Virtual do Estado de São Paulo oferece cursos de graduação nas áreas de Licenciatura em Ciências Naturais, Matemática, Engenharia de Computação e Engenharia de Produção, entre outros. Os alunos têm acesso aos conteúdos e atividades na plataforma de aprendizado, no espaço colaborativo na internet e na Univesp TV.

## Programação
Embora a programação inclua programas complementares aos conteúdos acadêmicos das quatro entidades de ensino superior públicas estaduais de São Paulo (Univesp, USP, Unicamp e Unesp), a programação da Univesp TV é destinada a todos os cidadãos, mesmo aqueles sem vínculos com as universidades paulistas.
Os principais programas da Univesp TV são:
- Desafios da Educação
- Ensino Superior
- Educação Brasileira
- História
- Literatura Fundamental
- Fala, Doutor
- Vida de Cientista
- Cursos USP
- Cursos Unicamp

## Pioneirismo
A criação da Univesp TV, ao lado do canal MultiCultura, é uma iniciativa pioneira no Brasil. Foi o primeiro caso de divisão da banda digital de uma emissora, no caso a TV Cultura de São Paulo, para exibição de programações diferentes.
A partir de 12 de março de 2015, passou a ter sua primeira expansão nacional, através do canal 42 em Belém
(PA), em substituição a RBI, atualmente permanece sem sinal. Em 7 de setembro de 2016, a Univesp TV inaugurou o seu sinal em Maringá (PR), através do canal 17.2 digital. Em 17 de maio de 2017, a Univesp TV inaugurou o seu sinal em Brazlândia (DF), através do canal 54.2 digital. Em 19 de outubro de 2017, Local TV de Manaus (AM), passou a transmitir a Univesp TV, substituindo a Cultura.